# Siria ai Giochi della XXXII Olimpiade
La Siria ha partecipato ai Giochi della XXXII Olimpiade, che si sono svolti a Tokyo, Giappone, dal 23 luglio all'8 agosto 2021 (inizialmente previsti dal 24 luglio al 9 agosto 2020 ma posticipati per la pandemia di COVID-19) con sei atleti, cinque uomini e una donna.
Si è trattata della quattordicesima partecipazione di questo paese ai Giochi estivi.

## Medaglie
| Riepilogo quotidiano | Riepilogo quotidiano | Riepilogo quotidiano | Riepilogo quotidiano | Riepilogo quotidiano | Riepilogo quotidiano | Riepilogo quotidiano |
| -------------------- | -------------------- | -------------------- | -------------------- | -------------------- | -------------------- | -------------------- |
| Giorno               | Data                 |                      |                      |                      | Totale               |                      |
| 12º                  | 4                    | 0                    | 0                    | 1                    | 4                    |                      |
| Totale               | Totale               | 0                    | 0                    | 1                    | 1                    |                      |

| Medaglia | Nome      | Sport             | Evento           |
| -------- | --------- | ----------------- | ---------------- |
| Bronzo   | Man Asaad | Sollevamento pesi | +109 kg maschili |

## Delegazione
| Sport             | Uomini | Donne | Totale |
| ----------------- | ------ | ----- | ------ |
| Atletica leggera  | 1      | 0     | 1      |
| Equitazione       | 1      | 0     | 1      |
| Nuoto             | 1      | 0     | 1      |
| Sollevamento pesi | 1      | 0     | 1      |
| Tennistavolo      | 0      | 1     | 1      |
| Triathlon         | 1      | 0     | 1      |
| Totale            | 5      | 1     | 6      |

## Atletica leggera
| Q | Qualificato al turno successivo per la posizione in qualificazione                                                           |
| q | Qualificato per il turno successivo per ripescaggio o, negli eventi su campo, conquistando la misura minima per qualificarsi |

Eventi su campo
| Atleta            | Evento                 | Qualifica | Qualifica | Finale          | Finale          |
| Atleta            | Evento                 | Misura    | Posizione | Misura          | Posizione       |
| ----------------- | ---------------------- | --------- | --------- | --------------- | --------------- |
| Majd Eddin Ghazal | Salto in alto maschile | 2,21 m    | =19º      | Non qualificato | Non qualificato |

## Equitazione

### Salto ostacoli
| Atleta       | Cavallo | Gara        | Qualificazione | Qualificazione | Finale          | Finale          |
| Atleta       | Cavallo | Gara        | Penalità       | Posizione      | Penalità        | Posizione       |
| ------------ | ------- | ----------- | -------------- | -------------- | --------------- | --------------- |
| Ahmad Hamcho | Deville | Individuale | EL             | EL             | Non qualificato | Non qualificato |

## Nuoto
| Atleta      | Gara                    | Batterie | Batterie | Semifinali      | Semifinali      | Finale          | Finale          |
| Atleta      | Gara                    | Tempo    | Pos.     | Tempo           | Pos.            | Tempo           | Pos.            |
| ----------- | ----------------------- | -------- | -------- | --------------- | --------------- | --------------- | --------------- |
| Ayman Klzie | 200 m farfalla maschili | 1'59"57  | 32º      | Non qualificato | Non qualificato | Non qualificato | Non qualificato |

## Sollevamento pesi
| Atleta    | Evento           | Strappo   | Strappo    | Slancio   | Slancio    | Totale | Classifica |
| Atleta    | Evento           | Risultato | Classifica | Risultato | Classifica | Totale | Classifica |
| --------- | ---------------- | --------- | ---------- | --------- | ---------- | ------ | ---------- |
| Man Asaad | +109 kg maschile | 190       | 3º         | 234       | 4º         | 424    |            |

## Tennistavolo
| Atleta    | Evento            | Preliminari          | Round 1              | Round 2              | Round 3              | Ottavi               | Quarti               | Semifinali           | Finale               | Pos.            |
| Atleta    | Evento            | Avversario Punteggio | Avversario Punteggio | Avversario Punteggio | Avversario Punteggio | Avversario Punteggio | Avversario Punteggio | Avversario Punteggio | Avversario Punteggio | Pos.            |
| --------- | ----------------- | -------------------- | -------------------- | -------------------- | -------------------- | -------------------- | -------------------- | -------------------- | -------------------- | --------------- |
| Hend Zaza | Singolo femminile | Liu J. P 0-4         | Non qualificato      | Non qualificato      | Non qualificato      | Non qualificato      | Non qualificato      | Non qualificato      | Non qualificato      | Non qualificato |

## Triathlon
| Atleta       | Evento               | Nuoto  | Trans. 1 | Ciclismo | Trans. 2 | Corsa  | Totale   | Classifica |
| ------------ | -------------------- | ------ | -------- | -------- | -------- | ------ | -------- | ---------- |
| Mohamad Maso | Individuale maschile | 18'07" | 42"      | 58'10"   | 40"      | 36'33" | 1h54'12" | 47º        |